# Huperzia porophila
Huperzia porophila är en lummerväxtart som först beskrevs av F.W. Lloyd och L. Underw., och fick sitt nu gällande namn av Josef Holub. Huperzia porophila ingår i släktet lopplumrar, och familjen lummerväxter. Inga underarter finns listade i Catalogue of Life.